# Tigerkaka (musikalbum)
Tigerkaka är proggruppen Gunder Häggs debutalbum, utgivet 1969 på MNW. 1999 återutgavs skivan på CD av samma bolag.

## Låtlista

### Sida A
1. "Teddy Bear Baby" - 2:32
2. "Kära nån" - 2:10
3. "I hajars djupa vatten" - 3:00
4. "Ingenting mera blev sagt" - 3:40
5. "Farbror Jakob" - 2:17
6. "Mrs Klein" - 4:33
7. "Jag har sett det förr" - 1:38
8. "Jag tog bilen in till stan" - 4:26

### Sida B
1. "Om idealismen" - 3:25
2. "Enbomvisan" - 2:12
3. "Sweet Love" - 1:40
4. "Tigerkakan" - 3:45
5. "Smoking" - 2:20
6. "Aj-aj-aj" - 2:12
7. "Inget är längesen" - 2:35
8. "Låt mig få leva" - 3:27

## Medverkande musiker
- Göran von Matérn - gitarr
- Kjell Westling - sträng- och blåsinstrument
- Leif Nylén - trummor
- Mats G Bengtsson - piano
- Roland Keijser - saxofoner
- Tore Berger - sång, klarinett
- Torkel Rasmusson - sång
- Urban Yman - bas, fiol, piano, sång

### Fotnoter
1. ↑  ”Tigerkaka”. Progg.se. Arkiverad från originalet den 18 augusti 2010. https://web.archive.org/web/20100818025103/http://www.progg.se/band.asp?ID=91&skiva=47. Läst 7 februari 2012.